# Zone métropolitaine de Kansas City
La zone métropolitaine de Kansas City  (Kansas City Metropolitan Area) définit une zone urbaine établie  autour de Kansas City dans le Missouri aux États-Unis, au point de confluence des rivières Missouri et Kansas.

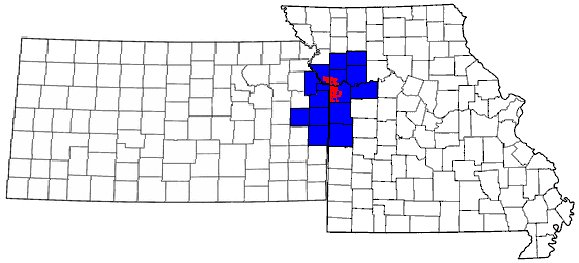
les 15 comtés des deux États compris dans la zone urbaine

Cette zone qui chevauche la frontière entre le Kansas et le Missouri et comprend quinze comtés : 
- 9 au Missouri (Bates, Caldwell, Cass, Clay, Clinton, Jackson, Lafayette, Platte et Ray) ;
- 6 au Kansas (Franklin, Johnson, Leavenworth, Linn, Miami et Wyandotte).

En 2007, sa population estimée atteignait 1 985 429 habitants. Elle constitue la seconde zone métropolitaine du Missouri et la plus grande avec une partie au Kansas bien que la zone métropolitaine de Wichita soit la plus grande zone métropolitaine entièrement au Kansas. Parmi les villes satellites de plus de 100 000 habitants situées dans cette zone, on peut citer Independence (Missouri), Kansas City (Kansas), Olathe (Kansas) et  Overland Park (Kansas). À noter que deux villes l'une au Missouri, la plus importante et qui donne son nom à la zone métropolitaine et l'autre en face au Kansas, portent le même nom de Kansas City.
Le cœur de la zone métropolitaine peut être grossièrement divisé en : 
- Northland, au « nord de la rivière » (le Missouri) ou « Kansas City North » (souvent confondu avec Northtown, un surnom pour North Kansas City).
- Midtown, juste au sud de downtown (sud de la 31e rue) et principalement une zone urbanisée.
- South KC or "South Kansas City" la moitié sud de Kansas City, Missouri et les banlieues de Lee's Summit, Grandview, Harrisonville, Belton et Raymore. Elle est quelquefois appelée "the southland."
- Eastside, la partie urbanisée orientale de Kansas City (Missouri) et les banlieues d'Independence, Blue Springs et Raytown. Cette partie de l'agglomération est connue pour abriter le Truman Sports Complex où les Royals (MLB) et Chiefs (NFL) jouent.
- Johnson County la partie sud-ouest de la zone métropolitaine.
- Wyandotte, la partie occidentale de la zone où se trouve le complexe du Kansas Speedway (Nascar) et le Sporting Park du Sporting de Kansas City (MLS).

## Référence
1. ↑  County Population Estimates-U.S. Census Bureau